# Santa Caterina (Valfurva)
Santa Caterina è una frazione del comune di Valfurva, in Valtellina, provincia di Sondrio, nota per essere una rinomata località turistica invernale ed estiva.

## Geografia fisica

### Territorio
Il paese, sito nel parco nazionale dello Stelvio, si trova a 13 km da Bormio, 70 km da Malles Venosta, 78 km da Sondrio e 202 km da Milano, quasi all'inizio meridionale più elevato della Valfurva, al termine della Val di Gavia. Raggiungibile solamente via strada (non è raggiunto da alcuna linea ferroviaria), in estate, oltre ad essere raggiungibile da Bormio è anche raggiungibile tramite il Passo del Gavia che collega la Valtellina alla Val Camonica, passando per la Val di Gavia.

### Clima
Trovandosi nel fondo valle di una tipica valle alpina, il clima di Santa Caterina è di tipo alpino (Clima alpino). Le temperature nei mesi invernali possono raggiungere i −30 °C mentre in estate si raggiungono i +25 °C.

## Sport
È sede di sport invernali ed estivi. Stazione sciistica attiva sia nello sci alpino sia nello sci nordico, ha ospitato varie tappe della Coppa del Mondo e della Coppa del Europa di sci alpino, della Coppa del Mondo di combinata nordica e della Coppa del Mondo di sci di fondo e le gare femminili dei Mondiali di sci alpino del 1985 e del 2005. 
La pista Deborah Compagnoni dal 2014 al 2017 è stata scelta dalla FIS come località ospitante, a fine dicembre, per la discesa libera maschile di Coppa del mondo di sci alpino, tradizionalmente disputata nella vicina Bormio sulla pista Stelvio. Nel 2016, a seguito della rinuncia austriaca di Kitzbuehel, ha avuto luogo a Santa Caterina anche la storica combinata, con Slalom e SuperG. Il 5 e 7 dicembre 2020 è stata selezionata per lo svolgimento di due slalom giganti della Coppa del Mondo di sci alpino 2021.
Nel 2019 ha ospitato le gare di sci alpino, lo snowboard e lo sci di fondo dei Giochi olimpici silenziosi.
Oltre allo sci, a Santa Caterina, dal 2015, viene disputata una prova di coppa del mondo di skyrunning (tipologia: vertical Kilometer - Skyrunner World Series).

## L'acqua forta

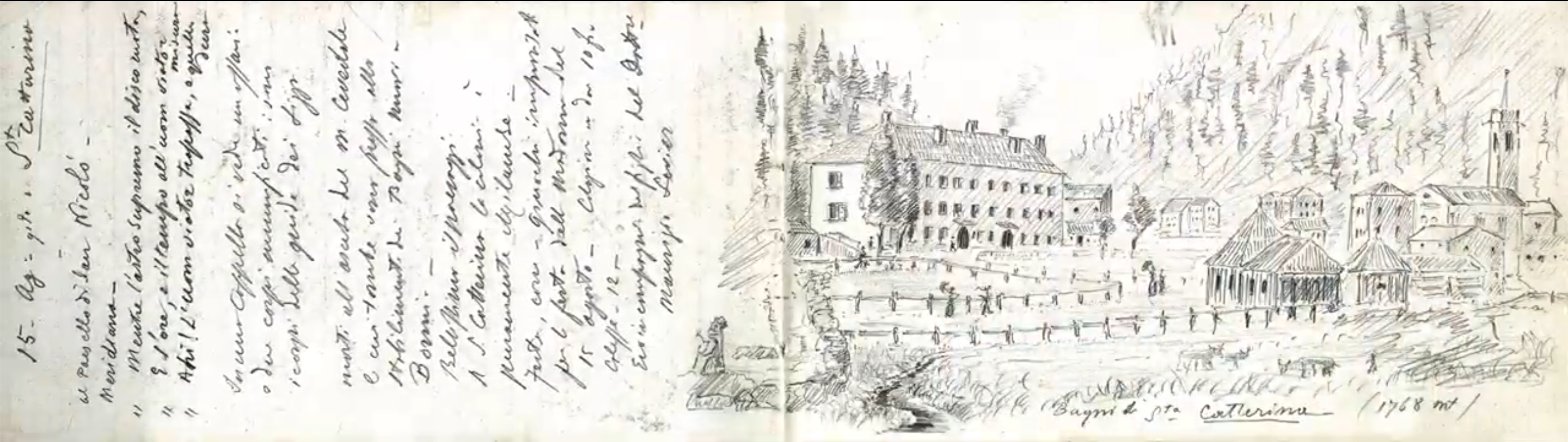
I Bagni di Santa Caterina in un'illustrazione di Enrico Alberto d'Albertis.

Nel 1698 Baldassarre Bellotti individuò una fonte acquifera in una zona paludosa su un terriccio rosso. Nel 1703 Bellotti scrisse un trattato nel quale descrisse la fonte:
L'acqua fu oggetto di studio per comprenderne le qualità. Si ritenne avesse qualità curative e fu impiegata per contrastare le anemie. Venne definita "acqua ferrugginosa" o "acqua forta".
All'inizio del XIX Secolo nei pressi della fu eretta una costruzione lignea di forma ottagonale.
Considerata l'affluenza dei forestieri che si recavano presso la fonte, nel 1836 venne fondato il primo albergo: il Grand Hotel Clementi. L'albergo venne ampliato nel 1870.
Nel 1880 il medico Paolo Mantegazza si espresse sulle qualità dell'acqua:
Nei primi anni del Novecento vennero edificati dei Bagni per le cure termali. Il padiglione fu realizzato da Carlo Giongo, ed inaugurato nell'agosto 1907. L'acqua venne anche imbottigliata e venduta.
Nel 1948, i Bagni vennero demoliti e ricostruiti. Ma a causa dei movimenti del terreno, dovuti alla realizzazione di alcuni lavori la sorgente andò perduta.